# Biebergemünd

Gemeindegebiet mit Ortsteilen

Biebergemünd ist eine Spessart-Gemeinde im Bieber- und im Kinzigtal im hessischen Main-Kinzig-Kreis, knapp zehn Kilometer östlich von Gelnhausen.

## Geografie

### Geografische Lage

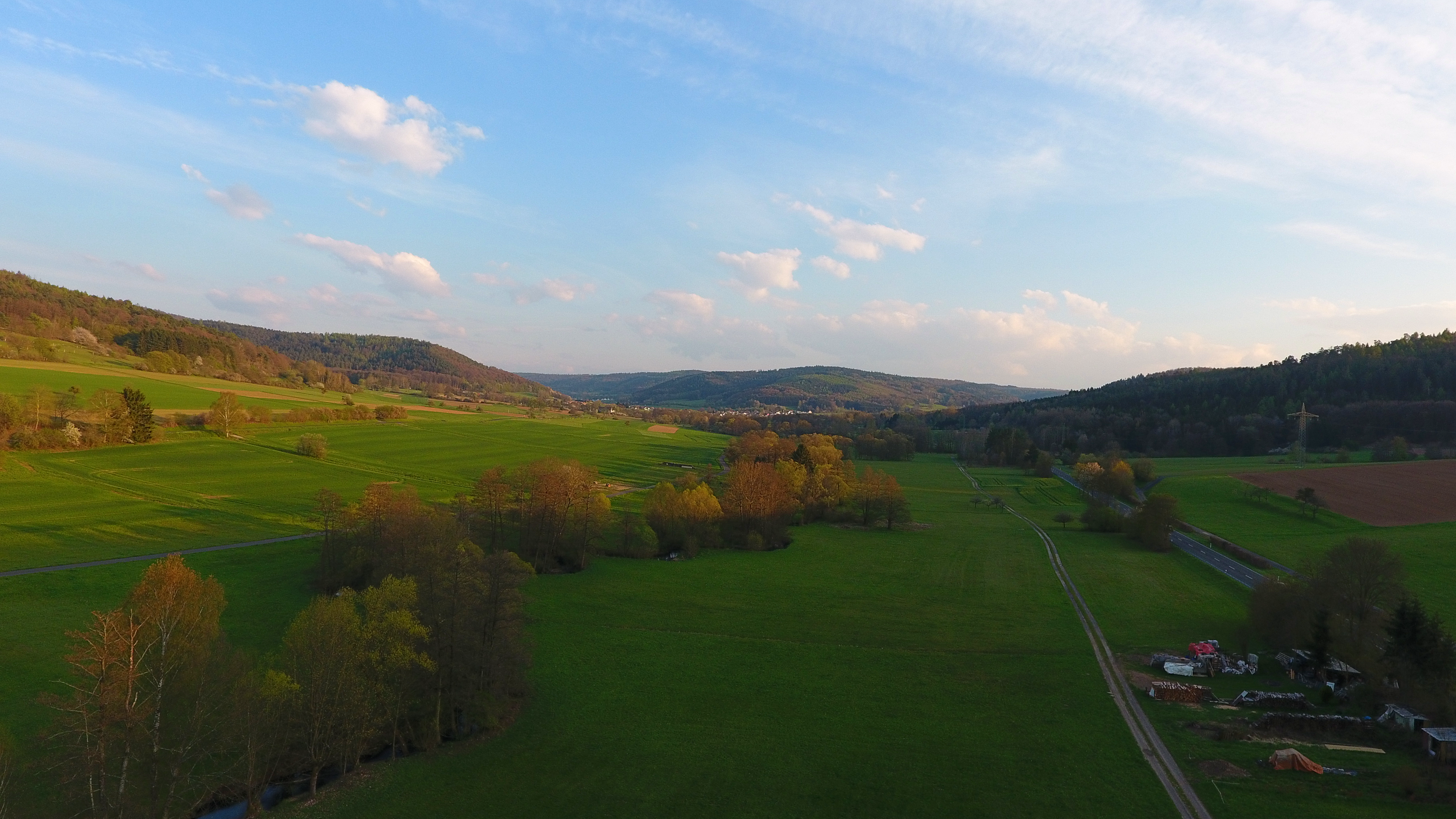
Blick vom Ortsteil Kassel in Richtung Lanzingen mit dem Bachlauf der Bieber im Vordergrund.

Das Gemeindegebiet von Biebergemünd erstreckt sich durch das gesamte Biebertal vom Oberlauf bis zur Mündung in die Kinzig. Die Bieber entspringt im Ortsteil Bieber, schlängelt sich in nördlicher Richtung durch das Biebertal und mündet in Biebergemünd-Wirtheim in die Kinzig. Jenseits der Kinzig im Anschluss an den Bahnhof Wirtheim liegt noch der Teilort Neuwirtheim. Nördlich oberhalb von Neuwirtheim liegt der bereits zur Gemarkung Wächtersbach und zum Vogelsberg zählende Aspenhainer Kopf (260 m ü. NHN). Der topographisch höchste Punkt des Gemeindegebietes befindet sich mit etwa 520 m ü. NHN unterhalb des Gipfels des Langen Berges im Spessart.
In der Gemarkung liegt auch die Wüstung Rodenhof, ein ehemals zu Lanzingen gehöriger Weiler. Die kurz zuvor noch neun Haushaltungen zählende Kleinsiedlung fiel wohl im Dreißigjährigen Krieg wüst.

### Nachbargemeinden
Biebergemünd grenzt im Norden an die Stadt Wächtersbach, im Osten an die Stadt Bad Orb und die Gemeinde Jossgrund, im Südosten an die Gemeinde Flörsbachtal, im Süden jenseits der Landesgrenze im bayerischen Unterfranken an den Wiesener Forst, die Gemeinde Westerngrund und die Gemeinde Kleinkahl (alle drei Landkreis Aschaffenburg). Im Westen grenzt Biebergemünd an die Gemeinde Linsengericht und die Stadt Gelnhausen.
| Gelnhausen    | Wächtersbach                                                 | Bad Orb      |
| Linsengericht | Kompassrose, die auf Nachbargemeinden zeigt                  | Jossgrund    |
| Westerngrund  | Kleinkahl, Wiesen und Wiesener Forst (Gemeindefreies Gebiet) | Flörsbachtal |

### Gemeindegliederung
Biebergemünd besteht aus folgenden sechs Ortsteilen:
- Bieber, baulich verbunden mit den früher selbständigen Dörfern Büchelbach, Gassen und Röhrig
- Breitenborn/Lützel, gebildet aus den ehemals selbständigen Dörfern Breitenborn und Lützel
- Kassel
- Lanzingen
- Roßbach
- Wirtheim inkl. Neuwirtheim.

## Geschichte

### Gemeindebildung
Im Zuge der Gebietsreform in Hessen wurden am 1. September 1970 die zwei, bis dahin selbständigen Gemeinden Kassel und Wirtheim zur neuen Gemeinde Biebergemünd zusammengeschlossen. Zum 1. Oktober 1971 wurden die Gemeinden Breitenborn A. B. (Amt Bieber), Lanzingen und Roßbach in die Gemeinde Bieber eingegliedert. Zum 1. Juli 1974 wurden die Gemeinden Biebergemünd und Bieber unter Beibehaltung des Namens Biebergemünd kraft Landesgesetz zusammengeschlossen. Das geschah gegen den ausdrücklichen Beschluss beider Gemeindevertretungen. Für die Ortsteile wurden keine Ortsbezirke nach der Hessischen Gemeindeordnung eingerichtet.

### Frankfurter Wasserleitung

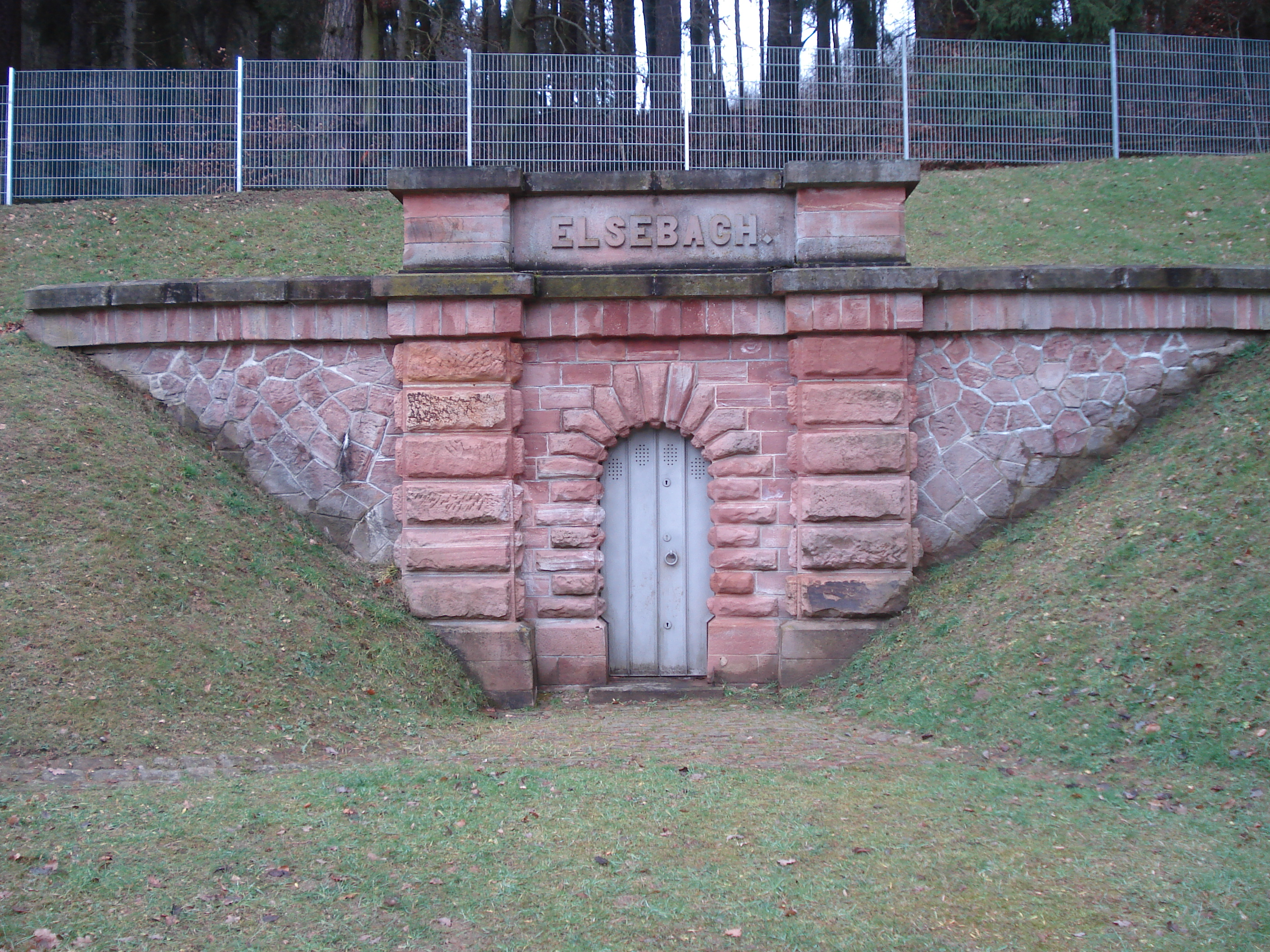
Elsebach Trinkwasserstollen-Eingang in Bieber

Bereits gut 100 Jahre vor Gründung der Gemeinde Biebergemünd 1970 schlossen zwei ihrer Rechtsvorgänger, die damals noch selbständigen Gemeinden Kassel und Bieber, Verträge mit der Stadt Frankfurt am Main, zur Erschließung von Quellen und Lieferung von Trinkwasser an die Metropole. Schon 1865 entstand der erste Entwurf einer Wasserleitung zur Versorgung der Großstadt mit Trinkwasser aus dem Vogelsberg und dem Spessart. Unterbrochen und verzögert durch den Deutschen Krieg von 1866, wurden die Planungen 1869 wieder aufgenommen und 1872 mit Bauarbeiten begonnen. Durch zwei Stollen, den Elsebachstollen (722 m lang) und den Büchelbachstollen (1022 m lang) wurden insgesamt 16 Quellen erschlossen, miteinander verbunden, Bergrücken überwunden und das Wasser in Richtung Aspenhainer Kopf (246,7 m über NHN) geführt. Dort wird es in einem Hochbehälter der Frankfurter Wasserleitung mit dem Vogelsberger Wasser vereinigt und weiter in Richtung Frankfurt transportiert.

## Bevölkerung

### Einwohnerstruktur 2011
Nach den Erhebungen des Zensus 2011 lebten am Stichtag, dem 9. Mai 2011, in Biebergemünd 8351 Einwohner. Darunter waren 297 (3,6 %) Ausländer, von denen 124 aus dem EU-Ausland, 112 aus anderen europäischen Ländern und 61 aus anderen Staaten kamen. (Bis zum Jahr 2020 erhöhte sich die Ausländerquote auf 8,2 %.) Nach dem Lebensalter waren 1452 Einwohner unter 18 Jahren, 3517 zwischen 18 und 49, 1900 zwischen 50 und 64 und 1480 Einwohner waren älter. Die Einwohner lebten in 3446 Haushalten. Davon waren 884 Singlehaushalte, 1044 Paare ohne Kinder und 1185 Paare mit Kindern, sowie 267 Alleinerziehende und 66 Wohngemeinschaften. In 652 Haushalten lebten ausschließlich Senioren und in 2404 Haushaltungen lebten keine Senioren.

### Einwohnerentwicklung
Gemeinde Biebergemünd
| Biebergemünd: Einwohnerzahlen von 1970 bis 2023          | Biebergemünd: Einwohnerzahlen von 1970 bis 2023 | Biebergemünd: Einwohnerzahlen von 1970 bis 2023 | Biebergemünd: Einwohnerzahlen von 1970 bis 2023 | Biebergemünd: Einwohnerzahlen von 1970 bis 2023 |
| -------------------------------------------------------- | ----------------------------------------------- | ----------------------------------------------- | ----------------------------------------------- | ----------------------------------------------- |
| Jahr                                                     |                                                 |                                                 |                                                 | Einwohner                                       |
| 1970                                                     | 1970                                            |                                                 | 3.675                                           | 3.675                                           |
| 1973                                                     | 1973                                            |                                                 | 6.843                                           | 6.843                                           |
| 1975                                                     | 1975                                            |                                                 | 6.841                                           | 6.841                                           |
| 1980                                                     | 1980                                            |                                                 | 6.924                                           | 6.924                                           |
| 1985                                                     | 1985                                            |                                                 | 7.121                                           | 7.121                                           |
| 1990                                                     | 1990                                            |                                                 | 7.550                                           | 7.550                                           |
| 1995                                                     | 1995                                            |                                                 | 7.983                                           | 7.983                                           |
| 2000                                                     | 2000                                            |                                                 | 8.250                                           | 8.250                                           |
| 2005                                                     | 2005                                            |                                                 | 8.378                                           | 8.378                                           |
| 2010                                                     | 2010                                            |                                                 | 8.305                                           | 8.305                                           |
| 2015                                                     | 2015                                            |                                                 | 8.384                                           | 8.384                                           |
| 2020                                                     | 2020                                            |                                                 | 8.284                                           | 8.284                                           |
| 2023                                                     | 2023                                            |                                                 | 8.366                                           | 8.366                                           |
| Quelle(n): ; Hessisches Statistisches Informationssystem |                                                 |                                                 |                                                 |                                                 |

Nach Ortsteilen
| Ort                | Ew. 1961 | Ew. 1970 | Ew. 2012 | Ew. 2019 |
| ------------------ | -------- | -------- | -------- | -------- |
| Bieber             | 1.711    | 1.867    | 2.228    | 2.194    |
| Breitenborn/Lützel | 239      | 256      | 400      | 401      |
| Kassel             | 1.837    | 2.045    | 2.464    | 2.445    |
| Lanzingen          | 325      | 337      | 632      | 626      |
| Roßbach            | 457      | 487      | 755      | 745      |
| Wirtheim           | 1.422    | 1.627    | 1.911    | 2.013    |

## Religion

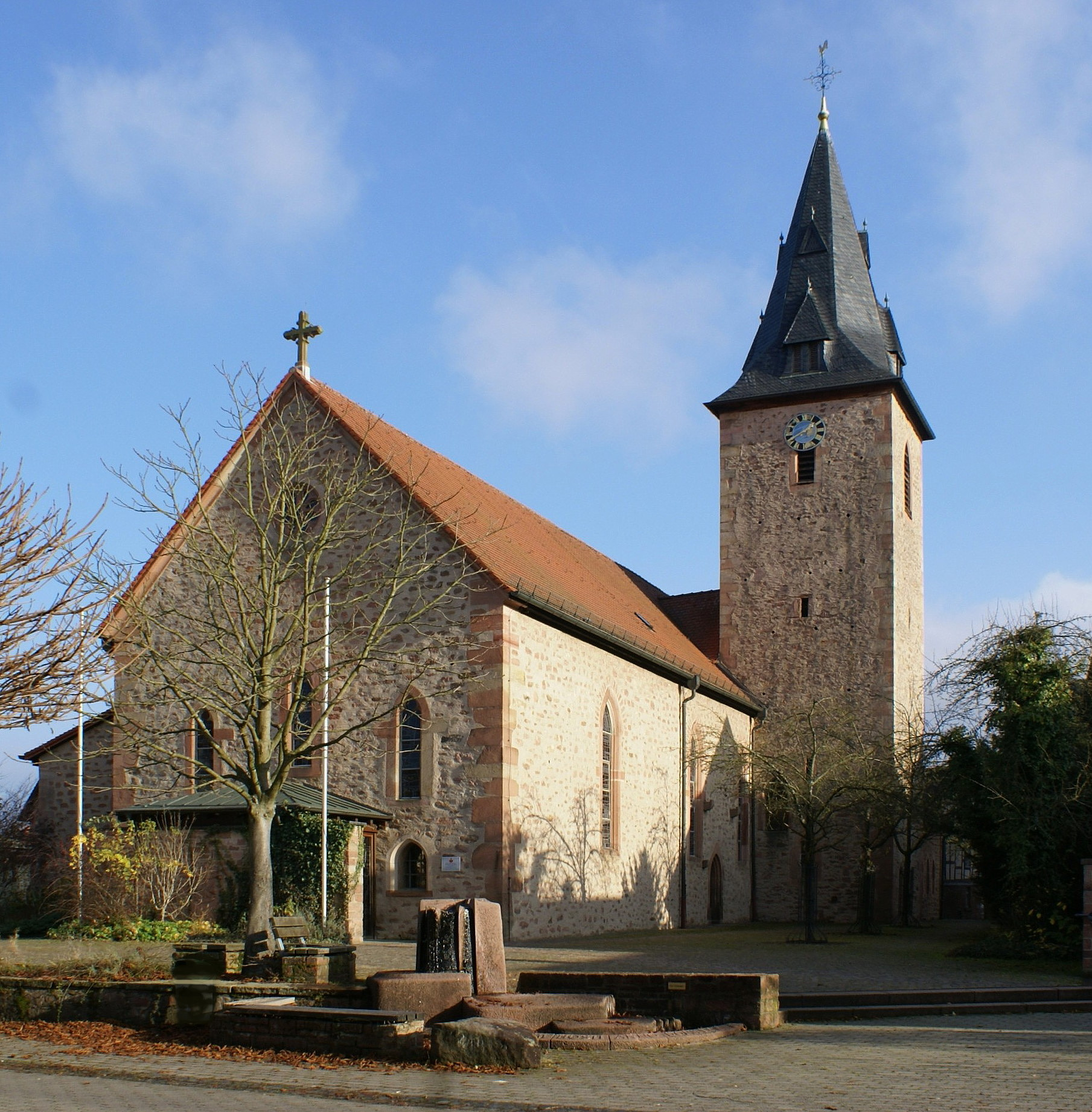
St. Peter und Paul in Wirtheim

### Evangelische Kirchen
- Evangelische Laurentiuskirche, vormals lutherische Pfarrkirche, heutige Friedhofskirche, Am Römerberg 7 in Bieber
- Evangelische Pfarrkirche „Untere Kirche“, Am Pflaster 16 in Bieber
- Emmauskirche, Spessartstraße 52 in Kassel

### Katholische Kirchen
- Mariä Geburt, Biebertalstraße 9 in Bieber
- St. Johannes Nepomuk, Spessartstraße in Kassel
- Burgbergkapelle St. Mauritius, Burgberg bei Bieber
- St. Peter und Paul, Kirchstraße 10 in Wirtheim

### Daten zur Religionszugehörigkeit
| • 1987: | 2094 evangelische (= 29,7 %), 4566 katholische (= 64,9 %), 380 sonstige (= 5,4 %) Einwohner   |
| • 2011: | 2289 evangelische (= 27,4 %), 4287 katholische (= 51,3 %), 1775 sonstige (= 21,3 %) Einwohner |

## Politik

### Gemeindevertretung
Die Kommunalwahl am 14. März 2021 lieferte folgendes Ergebnis, in Vergleich gesetzt zu früheren Kommunalwahlen:
| Sitzverteilung in der Gemeindevertretung 2021Insgesamt 31 Sitze - SPD: 6 - Grüne: 3 - FWG: 12 - CDU: 10 | Parteien und Wählergemeinschaften | Parteien und Wählergemeinschaften           | % 2021 | Sitze 2021 | % 2016 | Sitze 2016 | % 2011 | Sitze 2011 | % 2006 | Sitze 2006 | % 2001 | Sitze 2001 |
| Sitzverteilung in der Gemeindevertretung 2021Insgesamt 31 Sitze - SPD: 6 - Grüne: 3 - FWG: 12 - CDU: 10 | CDU                               | Christlich Demokratische Union Deutschlands | 33,5   | 10         | 36,0   | 11         | 37,4   | 11         | 41,3   | 13         | 45,4   | 14         |
| Sitzverteilung in der Gemeindevertretung 2021Insgesamt 31 Sitze - SPD: 6 - Grüne: 3 - FWG: 12 - CDU: 10 | SPD                               | Sozialdemokratische Partei Deutschlands     | 20,4   | 6          | 29,7   | 9          | 31,5   | 10         | 26,1   | 8          | 30,0   | 9          |
| Sitzverteilung in der Gemeindevertretung 2021Insgesamt 31 Sitze - SPD: 6 - Grüne: 3 - FWG: 12 - CDU: 10 | FWG                               | Freie Wählergemeinschaft                    | 37,1   | 12         | 34,3   | 11         | 31,1   | 10         | 31,5   | 10         | 24,7   | 8          |
| Sitzverteilung in der Gemeindevertretung 2021Insgesamt 31 Sitze - SPD: 6 - Grüne: 3 - FWG: 12 - CDU: 10 | FDP                               | Freie Demokratische Partei                  | –      | –          | —      | —          | —      | —          | 1,1    | 0          | —      | —          |
| Sitzverteilung in der Gemeindevertretung 2021Insgesamt 31 Sitze - SPD: 6 - Grüne: 3 - FWG: 12 - CDU: 10 | GRÜNE                             | Bündnis 90/Die Grünen                       | 9,0    | 3          | —      | —          | —      | —          | –      | –          | —      | —          |
| Sitzverteilung in der Gemeindevertretung 2021Insgesamt 31 Sitze - SPD: 6 - Grüne: 3 - FWG: 12 - CDU: 10 | gesamt                            | gesamt                                      | 100,0  | 31         | 100,0  | 31         | 100,0  | 31         | 100,0  | 31         | 100,0  | 31         |
| Sitzverteilung in der Gemeindevertretung 2021Insgesamt 31 Sitze - SPD: 6 - Grüne: 3 - FWG: 12 - CDU: 10 | Wahlbeteiligung in %              | Wahlbeteiligung in %                        | 59,6   | 59,6       | 56,5   | 56,5       | 52,5   | 52,5       | 47,0   | 47,0       | 54,8   | 54,8       |

### Bürgermeister
Nach der hessischen Kommunalverfassung wird der Bürgermeister für eine sechsjährige Amtszeit gewählt, seit dem Jahr 1993 in einer Direktwahl, und ist Vorsitzender des Gemeindevorstands, dem in der Gemeinde Biebergemünd neben dem Bürgermeister ehrenamtlich ein Erster Beigeordneter und zehn weitere Beigeordnete angehören. Bürgermeister ist seit dem 1. Januar 2022 der parteiunabhängige Matthias Schmitt. Er wurde als Nachfolger von Manfred Weber, der nach zwei Amtszeiten nicht wieder kandidiert hatte, am 26. September 2021 im ersten Wahlgang bei 80,3 Prozent Wahlbeteiligung mit 66,6 Prozent der Stimmen gewählt.
Amtszeiten der Bürgermeister
- 2022–2027 Matthias Schmitt[21]
- 2010–2021 Manfred Weber[22]
- 1992–2009 Thomas Dickert (FWG)[25]
- 1980–1991 Hermann Gregor Pfeifer[26]

### Wappen und Flagge

#### Wappen
Blasonierung: Im Wellenschnitt geteilt von Silber und Rot, oben ein sechsspeichiges rotes Rad, unten schräggekreuzt ein goldener Schlägel und ein goldenes Eisen.
Begründung: Das Wappen von Biebergemünd symbolisiert die verschiedenen Teile der Gemeinde. Die obere Hälfte ist an das Radsymbol aus dem Mainzer Wappen angelehnt, zu dem Wirtheim und Kassel lange gehörten. Die untere Hälfte symbolisiert den Bergbau in Bieber. Die Anordnung der Elemente des Wappens ist optisch ähnlich gestaltet wie die des alten Bieberer Wappens. Die Farben Rot und Gold erinnern an die Grafschaft Hanau, zu der Bieber bis zum Aussterben der Linie 1736 gehörte.
Das Wappen wurde der Gemeinde Biebergemünd am 19. Oktober 1979 durch das Hessische Innenministerium genehmigt, gestaltet wurde es durch den Bad Nauheimer Heraldiker Heinz Ritt.

#### Flagge
Gemeinsam mit dem Wappen wurde der Gemeinde auch eine Flagge genehmigt, die wie folgt beschrieben wird:
Von Rot und Gold geteilt, im oberen Drittel mit dem Gemeindewappen belegt.

## Kultur und Sehenswürdigkeiten

### Kulturdenkmäler
- Schloss Wirtheim, ein Renaissance-Schloss des 15. und 16. Jahrhunderts
- Evangelische Laurentiuskirche, ältestes erhaltenes Sakralbau und ältestes Gebäude der Gemeinde Biebergemünd (erbaut im 12. Jahrhundert)
- Bodendenkmal Alteburg

Auf dem Hoppesberg, 3,5 Kilometer südlich von Kassel befindet sich die Alteburg. Es ist ein keltischer Siedlungsplatz in Form einer Ringwallanlage (Wallburg) mit zwei Toren, welche von einem Graben umgeben ist. Eine dort gefundene Brandschicht konnte „durch die Bestimmung ihres Gehaltes an radioaktivem Kohlenstoff auf einen Zeitraum um 500 v. Chr. datiert werden“ und damit in den Zeithorizont des in der benachbarten Wetterau gelegenen Fürstengrabes vom Glauberg reichen. Auf einer Breite von 6 m hat der Geschichtsverein Biebergemünd, in Zusammenarbeit mit dem Hessischen Landesamt für Denkmalpflege, die Mauer rekonstruiert.
- Bodendenkmal Wirtheimer Kringel

Der Wirtheimer Kringel, auch Alteburg genannt (nicht zu verwechseln mit der Alteburg bei Kassel), ist eine abgegangene (verfallene) Wallanlage mit etwa 80 m Durchmesser. Sie liegt 700 Meter südöstlich von Wirtheim auf einer Anhöhe zwischen den Bachläufen der Bieber und des Hirschbaches. Ausgrabungen von 2014 legen den Ursprung dieser Ringwallanlage ins Frühmittelalter, in die fränkische oder karolingische Zeit (8. bis 10. Jahrhundert) nahe. Die Anlage war in ihrer Zeit weder dauernd besiedelt (Mangel an Wasser), noch diente sie Verteidigungszwecken (Lage unterhalb des Gipfels und dürftige Ausstattung). Sie war dennoch, wegen ihrer Größe, von einer übergeordneten Macht veranlasst und realisiert.

### Biebergrund-Museum in Bieber
Das Biebergrundmuseum im Ortsteil Bieber, seit Mai 2023 neu in der ehemaligen Alten Post untergebracht, wird vom Geschichtsverein Biebergemünd e. V. geführt und zeigt Biebergemünder Geschichte zu den Themen Bergbau, Spessartbahn, Geologie, Frühgeschichte, sowie Religion und Gesellschaft inklusive heimatkundlicher Aspekte.

### Musik
In der Gemeinde existieren zahlreiche Musikvereine:
- Biebertaler Musikanten
- Spielmannszug Teutonia 1963 Bieber
- Musikverein 1965 Kassel
- Original Kasseler Musikanten 1974

Dazu kommen einige Gesangsvereine:
- „Liederkranz“ 1847 Bieber
- „Einigkeit“ Wirtheim 1897
- „Harmonie-Chöre“ Biebergemünd
- „Liederkranz“ Kassel
- „Sängerlust“ Lanzingen 1924
- „Edelweiß“ Breitenborn/Lützel
- Kirchenchor „Cäcilia“ Wirtheim

### Sport
Aufgrund seiner Geschichte und der lange Zeit eigenständigen Ortsteile hat Biebergemünd sehr viele Sportvereine. Diese unterhalten auch entsprechende Sportanlagen. Im Süden der Gemeinde ist das die Sportanlage des SV Germania 08 Bieber mit einem Kunstrasen- und einem Rasenplatz. Im Kassel und Wirtheim unterhalten die dortigen Vereine, der TSV 08 Kassel und der TSV 09 Wirtheim, ebenfalls Rasen-Sportplätze. In den Ortsteilen Roßbach und Breitenborn existieren zusätzlich noch Bolzplätze. Das einzige öffentliche Schwimmbad der Gemeinde ist das Quellenschwimmbad im Ortsteil Bieber.
Bieber unterhält im Webersfeld Freizeitanlagen mit Tretbecken (Kneippanlage) und einer Grillhütte. Roßbach hat das sogenannte Rosengärtchen mit einer Kneippanlage. Am Gemeindezentrum in Kassel gibt es Tennisplätze.
Eine Kegelbahn befindet sich im Ortsteil Rossbach. In Lanzingen und Rossbach sind außerdem Tischtennisvereine aktiv.
Im Ortsteil Kassel gibt es die Moto-Cross-Strecke am Idel.

### Naturdenkmäler
- Dicke Eiche am Lärchenplan bei Bieber mit einem Brusthöhenumfang von 6,54 m (2016).[34]

### Freizeit und Tourismus

#### Jakobsweg 16

Symbol der Jakobsmuschel als Wegweiser am Jakobsweg

Biebergemünd-Wirtheim ist eine Station am Jakobsweg 16, der von Fulda über Frankfurt (124 km) und Mainz (48 km) nach Trier(164 km) bzw. Worms(65 km) führt. Er orientiert sich am Verlauf einer alten Handelsstraße, der Via Regia, wo schon im Mittelalter Pilger gegangen sind, um zu dem berühmten Wallfahrtsort Vézelay in Frankreich bzw. Le Puy, dem Ausgangspunkt des französischen Weges nach Santiago de Compostela in Spanien zu gelangen. Der Weg ist durchgängig mit dem europäischen Muschelzeichen (Bild) markiert. Von Bad Soden-Salmünster über Wächtersbach nach Biebergemünd kommend, führt der Weg weiter nach Gelnhausen und Langenselbold.

#### Europäischer Kulturweg - Kelten im Kasselgrund

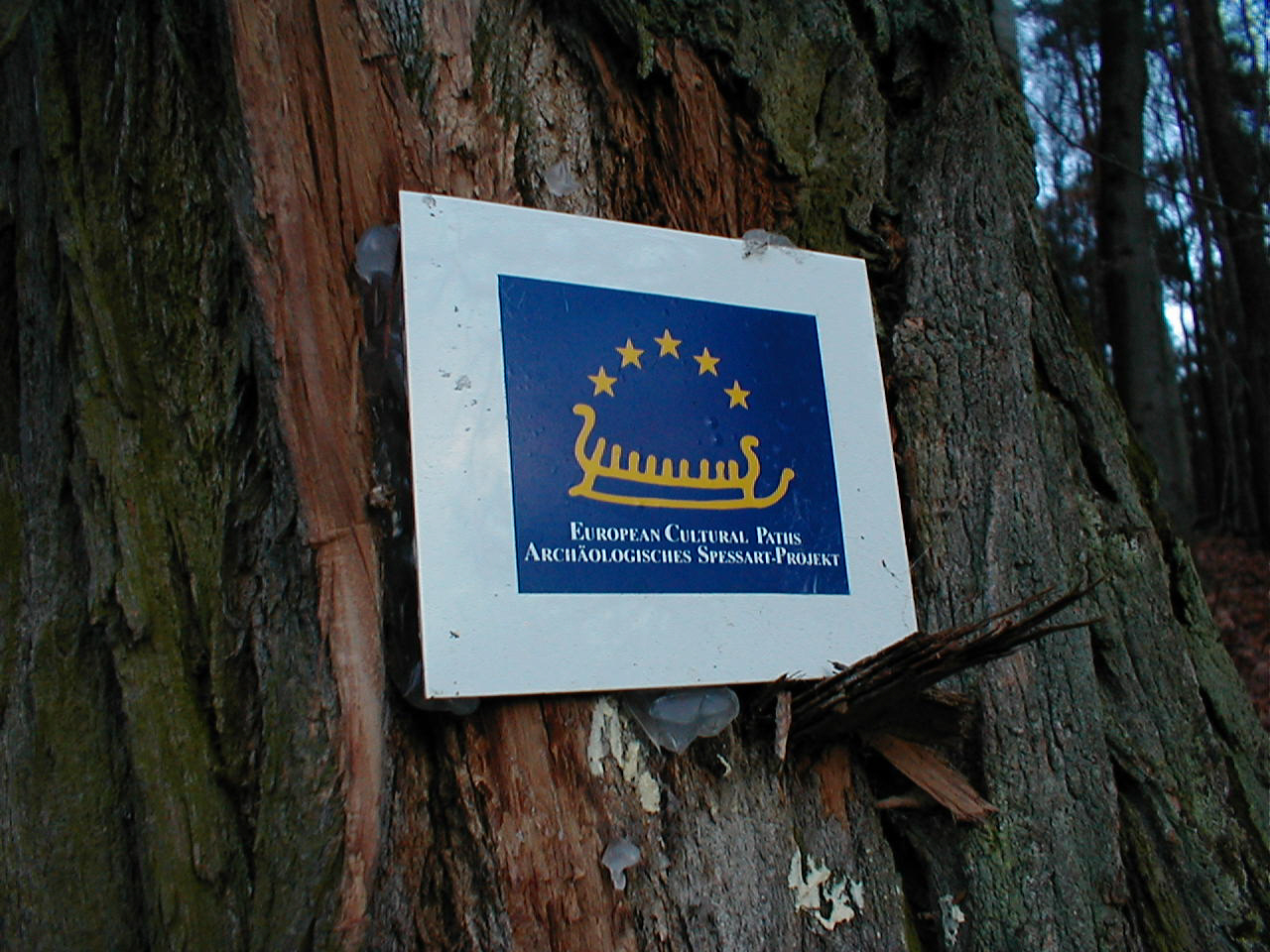
Hinweisschild der Europäischen Kulturwege des Archäologischen Spessart-Projekts

Die Kelten im Kasselgrund ist einer der vom Archäologischen Spessartprojekt (ASP) im Spessart angelegten Kulturwege. „Zu jedem Kulturweg erscheint ein Folder mit einer Wegbeschreibung und Kurzbeschreibung der Stationen“.
Der Rundwanderweg ist 6 km lang und bietet an 6 Stationen Infotafeln, die in Bild und Text die Runde beschreiben. Die Markierung ist das gelbe EU-Schiffchen auf blauem Grund. Der Weg führt rund um die Alteburg, auf der eine bereits in der Keltenzeit befestigte Höhensiedlung lag. Archäologische Funde belegen die Existenz über die spätrömische Zeit bis in die Spätantike. Der Biebergemünder Geschichtsverein hat einen Teil der ehemaligen Burg-Befestigungsmauer rekonstruiert.
Auch am „Blauen Steinbruch“ und durch den schönen Kasselgrund, mit seinen zahlreichen Mühlen führt der Weg.

#### Spessartbogen

Spessartbogen

Auch der 90 km lange Premiumwanderweg Spessartbogen führt durch Biebergemünd. Ein Abschnitt, von Schlüchtern über Bad Orb kommend, erreicht in Kassel und seiner „Bürgerstube“ eine gute Zwischenetappe. Von da aus geht es weiter, Bieber-aufwärts, an den Biebergemünder Ortsteilen Lanzingen und Breitenborn entlang, mit dem Endziel Langenselbold.

#### Spessartfährte Roßbacher Biebertal
Die Ortsteile Roßbach und Bieber sind touristisch durch den Rundwanderweg Spessartfährte: „Roßbacher Biebertal-Fährte“ verbunden. Der knapp 12 km lange Weg ist einer von 9 als Tagestour konzipierten Rundwanderwegen längs des Spessartbogens. Als zertifizierte Premiumwanderwege geben sie nochmals einen vertieften Einblick in die Vielfalt der Spessartlandschaft. Der Weg wird als sehr leicht klassifiziert.

#### Spessartspur „Kasseler Hirschbachspur“

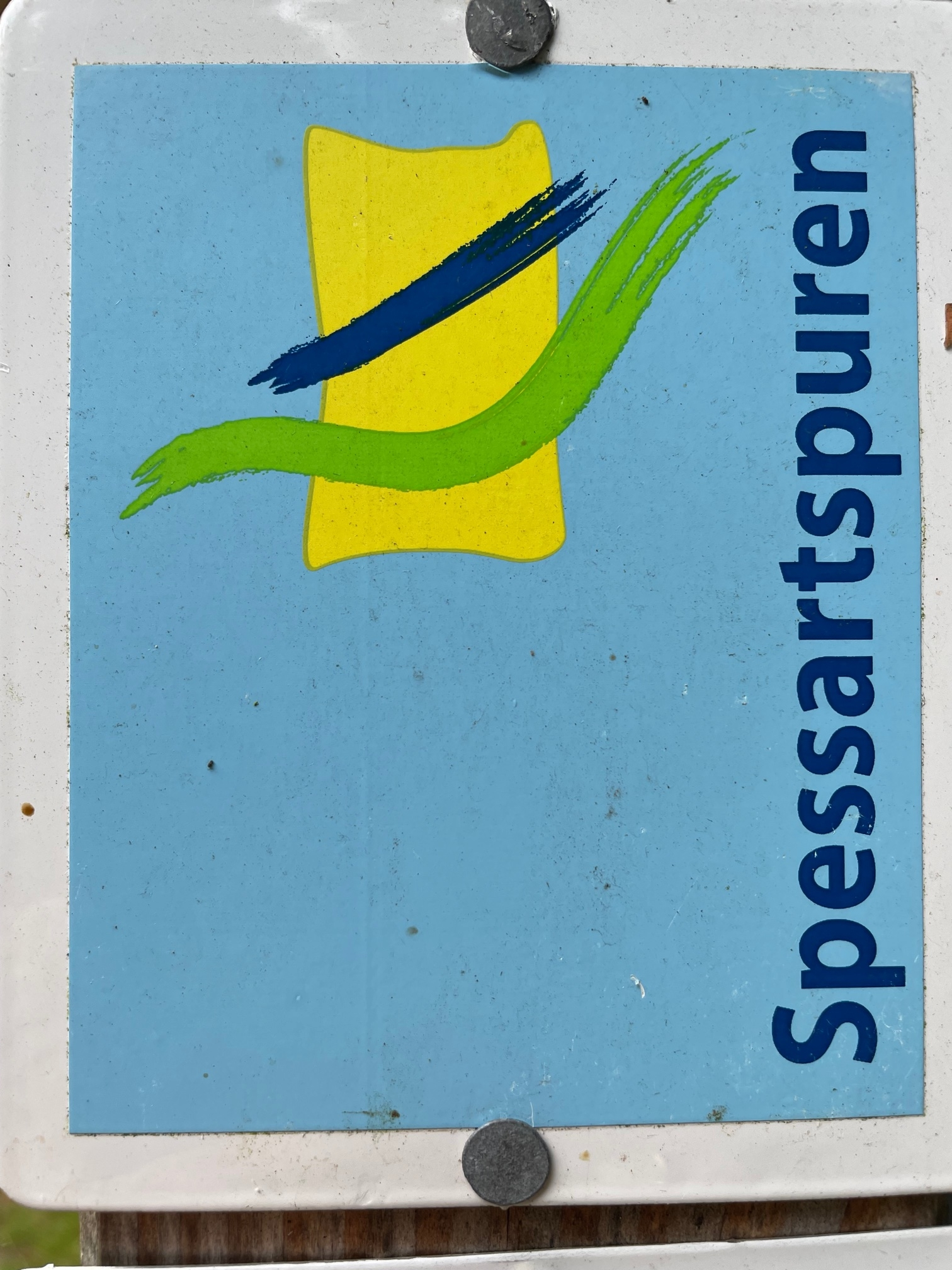
Wegmarkierung der „Spessartspuren“

Spessartspuren  sind kurze und einfache Wanderwege, die eher unter das Stichwort Spazierwandern einzuordnen sind. Einer davon ist die „Kasseler Hirschbachspur“. Es ist ein nur gut 5 km langer, zertifizierter und abwechslungsreicher Premiumrundweg für die ganze Familie. Der Weg ist als sehr leicht eingestuft

#### Spessartspur „Bieberer Galgenberg“
Eine weitere Spessartspur  ist der Bieberer Galgenberg. Es ist ein nur knapp 6 km langer, zertifizierter und abwechslungsreicher Premiumrundweg. Der als sehr leicht eingestufte Weg führt aus dem Ort heraus auf den Galgenberg und zur St. Mauritiuskapelle und bietet schöne „Ausblicke zum Lochborn und in das Schwarzbachtal“.

## Infrastruktur und Wirtschaft

### Verkehrsanbindung

#### Straßen
Biebergemünd liegt direkt an der A 66, die Frankfurt am Main und Fulda verbindet, zwischen den Anschlussstellen AS 44 Gelnhausen Ost und AS 45 Bad Orb / Wächtersbach. In Nord-Süd-Richtung verläuft die B 276 durch die Gemeinde, die von Birstein nach Lohr am Main führt.

#### Eisenbahn
Am nördlichen Rande des Gemeindegebietes verläuft parallel zur Autobahn die Kinzigtalbahn Fulda–Frankfurt. Der Bahnhof Wirtheim liegt in Neuwirtheim. Hier verkehrt die Regionalbahn Wächtersbach–Frankfurt im Stundentakt. Die nächsten behindertengerechten Bahnhöfe liegen in Wächtersbach und Gelnhausen.

#### Fahrradwege
Durch das Gemeindegebiet verläuft der Hessische Radfernweg R3 führt als „Rhein-Main-Kinzig-Radweg“ von Rüdesheim nach Tann in der Rhön. In Wächtersbach besteht Anschluss an den Vogelsberger Südbahnradweg.
Ein Teil der Bahntrasse der ehemaligen Spessartbahn, die durch das gesamte Biebertal führte, ist als Wander- und Radweg erhalten.

#### Spessartbahn
Ein abgeschlossenes Kapitel der Industrie- und Bahngeschichte, und nur noch eine Erinnerung, ist die früher im Biebertal verkehrende Spessartbahn. Es war eine Schmalspurbahn mit 900 mm Spurweite, die von Bahnhof Gelnhausen bis Lochborn, oberhalb von Bieber führte. 1895 in Betrieb genommen, erschloss sie, nach stufenweisem Aufbau, schließlich das gesamte heutige Gemeindegebiet. Obwohl sie zunächst nur für den Bergbau konzipiert war, diente sie auch nach dessen Stilllegung im Mai 1925 weiterhin dem Personen- wie dem Güterverkehr. Wegen mangelnder Wirtschaftlichkeit wurde sie bereits 1951 stillgelegt.

### Nahverkehr
Ganzjährig verkehren die Buslinien MKK-64, MKK-64A AST, MKK-65 und MKK-82 der KVG und schaffen öffentliche Verkehrsanschlüsse zu allen Ortsteilen der Gemeinde Biebergemünd, den Nachbargemeinden Flörsbachtal, Gelnhausen, Wächtersbach und an die Kinzigtalbahn (Hessen) (Bahnhof Wächtersbach und Bahnhof Gelnhausen) sowie nach Bad Soden-Salmünster. Es gilt der Tarif des Rhein-Main-Verkehrsverbundes.

### Bildung

#### Kindertagesstätten
In der Gemeinde Biebergemünd gibt es die folgenden Kindertagesstätten:
- Kindertagesstätte Kolibri. Seit 1975 gibt es in Wirtheim die von der Katholischen Kirchengemeinde St. Peter und Paul betriebene „Kindertagesstätte Kolibri“. In ihr können Kinder vom 1.–10. Lebensjahr betreut werden.[45]
- Kindertagesstätte Bieber. Träger der Einrichtung ist die Gemeinde Biebergemünd. Betreut werden Kinder ab dem 1. und bis zum 6. Lebensjahr. In 6 Gruppen ist Platz für insgesamt 124 Kinder.[46]
- Kindertagesstätte - St. Johannes Nepomuk in Kassel. Träger ist die kath. Pfarrgemeinde St. Johannes Nepomuk. Der Kindergarten hat sechs Gruppen mit insgesamt 124 Plätzen. Seit 2015 ist die Kita „Nepomuk“ im neuen Gebäude am Gemeindezentrum.[47]
- Kindertagesstätte Schatzkästlein der Ev. Kirchengemeinde in Lanzingen. Hier werden die Kinder in zwei Gruppen betreut. Der Träger ist die Evangelische Kirchengemeinde Bieber. Nach umfangreichen Renovierungs- und Modernisierungsumbauten im Jahr 2023 bietet die Kindertagesstätte auch U3-Betreuung an.[48][49]

#### Schulen
In Biebergemünd gibt es drei Grundschulen:
- Alteburg-Schule, in Kassel
- Grundschule Biebertal, in Bieber
- Grundschule Wirtheim, in Wirtheim.

Die Alteburg-Schule hat auch einen Haupt- und Realschulzweig.
Darüber hinaus ist Biebergemünd an die Friedrich-August-Genth-Schule (Kooperative Gesamtschule) in Wächtersbach, das Grimmelshausen-Gymnasium in Gelnhausen und die Henry-Harnischfeger-Schule (integrierte Gesamtschule) in Bad Soden-Salmünster angebunden.

### Gesundheit
- Im Rahmen des hessischen Modellprojektes „Gesundheitsnetz Main-Kinzig-Kreis“ hat die Gemeinde im Jahr 2018 zusammen mit dem Ärztenetz Spessart eG die Initiative ergriffen, bundesweit nach einem neuen Hausarzt zu suchen.[50]

### Freiwillige Feuerwehr
Die sechs Ortsteile von Biebergemünd haben jeweils eigene Freiwillige Feuerwehren, mit entsprechenden Stützpunkten.

### Wirtschaftsstruktur
Neben vielen kleinen Geschäften und Supermärkten in den Ortsteilen konzentriert sich die Wirtschaft auf die Gewerbe- und Industriegebiete „Zehn Morgen“ in Wirtheim und „In der Strutt“ in Kassel.
Das Unternehmen Engelbert Strauss (Versandhandel für Berufsbekleidung, Arbeitsschuhe und Kinderkleidung) hat seit Anfang der 1990er Jahre seinen Sitz in Biebergemünd und ist größter Arbeitgeber in der Gemeinde.

## Persönlichkeiten

### In Biebergemünd geboren
- Friedrich Wilhelm Bauer (1731 in Bieber; † 1783 in St. Petersburg), Försterssohn, Geometer, General, von König Friedrich dem Großen geadelt, Ingenieur in russischen Diensten, Träger des St. Annen-Ordens, des St. Georgen-Ordens sowie Ritter des Newski-Ordens[52].
- Wilhelm Rullmann (* 1841 in Bieber; † 1918), Lehrer, Journalist und Schriftsteller.
- Hugo Bücking (* 1851 in Bieber; † 1932), Professor für Mineralogie und Geologie, hat mehrere hundert Sorten von Kristallstrukturen identifiziert und die geologische Erforschung des Nordspessarts eingeleitet.
- Carl Henß (* 11. April 1863 in Bieber; † 14. Juli 1938 in Windecken), evangelischer Pfarrer, Geschichtsforscher, Autor zahlreicher historischer Veröffentlichungen, darunter die „Geschichte der Hanauer Union“, wofür er den Dr. e.h. erhielt[53].
- Richard Rother (* 1890 in Bieber; † 1980), Bildhauer und Holzschneider, arbeitete hauptsächlich im mainfränkischen Kitzingen.
- Peter Bannasch (* 1934), Mediziner, Onkologe.
- Werner Josef Fischer (* 1946), Manager.

### In Biebergemünd gewirkt
- Christian Fuchs (2. Hälfte des 17. Jahrhunderts), Pfarrer von Wirtheim; nach den großen Bevölkerungsverlusten infolge von zwei Pestepidemien 1632 und 1667/68 holte er Siedler aus seiner Heimat Tirol nach Wirtheim und Kassel. Sie brachten neue Berufe und Handwerke in die Region.
- Johann Heinrich Cancrin (1710–1768), Bergwerksingenieur, war langjähriger Leiter und Modernisierer des Bieberer Bergbaus
- Franz Ludwig Cancrin (1738–1816), Ingenieur, Mineraloge, Metallurge und Baumeister, wuchs in Bieber auf; später Bergbauinspektor.
- Johann Philipp Cancrin (um 1740–1789), Bergwerksingenieur, nutzte den Wiesbüttsee als Wasser- und Energiequelle für den Bergbau.
- Johann Heinrich Cassebeer (* 1784 in Gelnhausen; † 1850 in Bieber), Apotheker und Naturwissenschaftler.
- Albert Leon (1891–1953), Lehrer und Fotograf; ab 1916 als Lehrer in Breitenborn-Lützel  ansässig, befasste er sich intensiv mit der Natur des Nordspessarts. In einer über 5.000 Naturaufnahmen umfassenden Sammlung dokumentierte der aus Stuttgart stammende Leon Flora und Fauna seiner neuen Spessartheimat. Die Bilder fanden auch Eingang in die entsprechende Fachliteratur, wie z. B.: Cornel Schmitt, „Naturkundliche Bilderbücher“ (Verlag M. Diesterweg, Frankfurt a. M.), und andere. „Leons Großaufnahmen kleinster Tiere und Pflanzen wirkten um 1925 bahnbrechend …“[54].
- Wilm Hosenfeld (1895–1952), hier Dorfschullehrer, als deutscher Offizier „in Polen und nutzte seine Position, um mehrere polnische und jüdische Mitmenschen dem Naziterror zu entziehen“[55]. Der Platz vor dem Bürgertreff in Kassel wurde nach ihm benannt.[56]
- Gerda Geiger (23. Oktober 1899 – 29. März 1975, Lanzingen), Lehrerin in Lanzingen von 1946–1964. Eine Gedenktafel auf dem Friedhof erinnert an diese „Lehrerin mit Leib und Seele“, wie sie noch Jahrzehnte nach ihrem Tode von ehemaligen Schülerinnen und Schülern beschrieben wird[57].
- Hans-Jörg Vogler (* 1950), Autor, lebt hier.
- Stefan Pescheck (* 1985), Schauspieler, wuchs in Bieber auf.